# Безкрайноъгълник
Безкрайноъгълникът (апейрогон) е изроден многоъгълник с безброй страни. Той може да бъде облицован на плоскост и образува двуредово безкрайноъгълно пано.

## Правилни безкрайноъгълници

### Изкривени
......

## Хиперболична геометрия
- Триредово безкрайноъгълно пано
- Четиритрибезкрайноъгълно пано
- Делтоидно трибезкрайноъгълно пано
- Безкрайноъгълна призма
- Безкрайноъгълна антипризма